# A Bad Dream
A Bad Dream – ballada rockowa skomponowana przez angielskie trio Keane stanowiący 5 singel z Under the Iron Sea, wydanego 22 stycznia 2007 roku.

## Wersje singla

### CD single
Numer albumu: 1723057
1. „A Bad Dream”
2. „She Sells Sanctuary”
3. „A Bad Dream (Luna-C Hardcore Remix)”
4. „A Bad Dream Live in Berlin (Video)”

### UK 7" vinyl
Numer albumu: 1723058
1. „A Bad Dream”
2. „She Sells Sanctuary”

### 256 MB USB pamięci flash
- - „A Bad Dream”
  - „A Bad Dream” (video)
  - „Enjoy the Silence”
  - „A Bad Dream (Luna-C Bangin’ Remix)”
  - Link kierujący do Video grupy z Wembley

## Realizacja i nagranie
Piosenka została skomponowana przez Tima Rice-Oxleya i Toma Chaplina w studiach: Heliocentric Studios w hrabstwie East Sussex oraz w The Magic Shop w Nowym Jorku.

## Listy przebojów
| Lista                      | Pozycja |
| Islas Canarias             | #6      |
| Latvian airplay            | #9      |
| Russian Singles Chart      | #14     |
| UK Singles Chart           | #17     |
| Slovakia                   | #18     |
| Dutch Top 40               | #33     |
| Top France Airplay 100     | #35     |
| UK Official Download Chart | #37     |